# الاتحاد الجمركي الأوراسي
الاتحاد الجمركي الأوراسي (EACU) أو الاتحاد الجمركي لبيلاروس وكازاخستان وروسيا (بالإنجليزية: Customs Union of Belarus, Kazakhstan, and Russia) هو اتحاد جمركي يتكون من جميع الدول الأعضاء في الاتحاد الاقتصادي الأوراسي .
الاتحاد الجمركي هو مهمة رئيسية للمجموعة الاقتصادية الأوروآسيوية، التي تأسست في عام 2000، وخلفها الآن الاتحاد الاقتصادي الأوروآسيوي. لا تُفرض أي جمارك على البضائع التي تنتقل داخل الاتحاد الجمركي - وعلى عكس منطقة التجارة الحرة - يفرض أعضاء الاتحاد الجمركي تعريفة خارجية مشتركة على جميع السلع التي تدخل الاتحاد. تتمثل إحدى عواقب الاتحاد الجمركي في أن الاتحاد الأوراسي يتفاوض ككيان واحد في صفقات التجارة الدولية مثل منظمة التجارة العالمية، بدلاً من التفاوض بين الدول الأعضاء بأنفسهم.
تأسس الاتحاد الجمركي كخطوة أولى نحو تشكيل تحالف اقتصادي على خطى الاتحاد الأوروبي وظهر إلى حيز الوجود في 1 يناير 2010م. كانت الدول المؤسسة له هي بيلاروسيا وكازاخستان وروسيا. في 2 يناير 2015 تم توسيعه ليشمل أرمينيا. انضمت قيرغيزستان إلى الاتحاد الاقتصادي الأوروآسيوي في 6 أغسطس 2015. تم إنهاء المعاهدة الأصلية التي أسست الاتحاد الجمركي بموجب اتفاقية إنشاء الاتحاد الاقتصادي الأوروآسيوي، الموقعة في عام 2014، والتي دمجت الاتحاد الجمركي في الإطار القانوني للاتحاد الاقتصادي الأوروآسيوي .
وقد وقُعت اتفاقية التجارة الحرة بين فيتنام والاتحاد في مايو 2015،  وفي أكتوبر 2019 وُقعت اتفاقية للتجارة الحرة بين الاتحاد وسنغافورة.
واصلت الدول الأعضاء التكامل الاقتصادي وأزالت جميع الحدود الجمركية فيما بينها بعد يوليو 2011. في 19 نوفمبر 2011، شكلت الدول الأعضاء لجنة مشتركة لتعزيز العلاقات الاقتصادية الوثيقة، والتخطيط لإنشاء اتحاد اقتصادي أوروآسيوي بحلول عام 2015. في 1 يناير 2012، شكلت الدول الثلاث فضاء اقتصادي منفرد يطلق عليه الفضاء الاقتصادي المشترك لتعزيز المزيد من التكامل الاقتصادي. المفوضية الاقتصادية الأورواسية هي الوكالة التنظيمية للاتحاد الجمركي والاتحاد الاقتصادي الأوروآسيوي.
تم ضمان إنشاء الاتحاد الجمركي الأورواسي من خلال 3 معاهدات مختلفة، أُعلنت المعاهدة الأولى في عام 1995 التي ضمنت إنشائه، والثانية في عام 1999 والتي ضمنت تشكيله، والثالثة في عام 2007 التي أنشأت منطقة جمركية مشتركة وشكلت الاتحاد الجمركي.
الولايات المتحدة عارضت الاتحاد الجمركي، وتراه على أنه محاولة لإعادة تأسيس الهيمنة الروسية بمفهوم الاتحاد السوفيتي بين دول ما بعد الاتحاد السوفيتي.

## نظرة عامة
التصدير

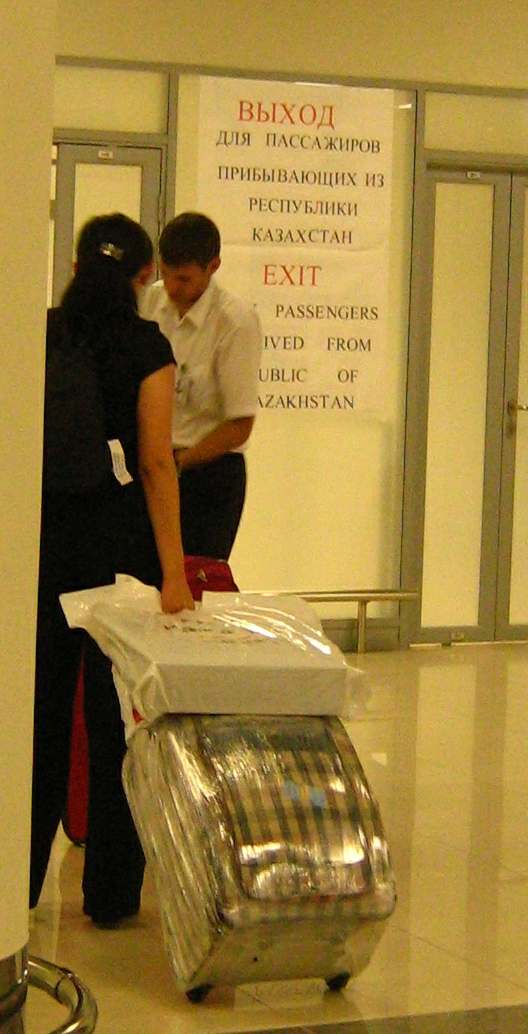
مطار شيريميتيفو الدولي، موسكو، روسيا. لم يعد المسافرون من كازاخستان يخضعون لعمليات التفتيش الجمركي.

- عند تصدير البضائع، يتم ضمان ضريبة القيمة المضافة الخاضعة للضريبة الصفرية و (أو) إعفاءات الضرائب الانتقائية إذا تم تقديم أدلة مستندية كافية (دليل على التصدير).

التوريد
- تخضع البضائع المستوردة إلى أراضي روسيا من أراضي بيلاروسيا أو كازاخستان لضريبة القيمة المضافة ورسوم الإنتاج وتفرضها سلطات الضرائب الروسية.[12]

%87.95 من الرسوم الجمركية على الواردات تأتي من ميزانية روسيا، و 4.7% من بيلاروسيا والباقي من كازاخستان .

## الوصول للسوق

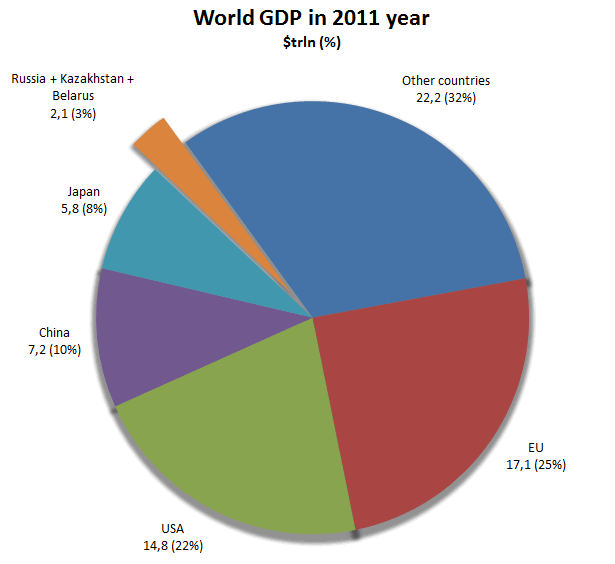
الناتج المحلي الإجمالي العالمي الاسمي في عام 2011.
الاتحاد الأوروبي: 17.1 تريليون دولار (25%)
الولايات المتحدة: 14.8 تريليون دولار (22%)
الصين: 7.2 تريليون دولار (10%)
اليابان: 5.8 تريليون دولار(8%)
دول أخرى: 22.2 تريليون دولار (32%)
الاتحاد الجمركي لبيلاروس وكازاخستان
وروسيا: 2.1 تريليون دولار (3%)

|  |

## التوسيع
أعلن الرئيس الروسي فلاديمير بوتين عن هدفه توسيع الاتحاد الجمركي الأوراسي ليشمل جميع دول ما بعد الاتحاد السوفيتي التي تشمل دول البلطيق الأعضاء في الاتحاد الأوروپي، ويشمل توسيع الاتحاد الجمركي الأوراسي أيضاً كوريا الشمالية.

### أوزبكستان
| البلد      | 2012 | 2013 |
| ---------- | ---- | ---- |
| روسيا      | 72%  | 67%  |
| بيلاروس    | 60%  | 65%  |
| كازاخستان  | 80%  | 73%  |
| أرمينيا    | 61%  | 67%  |
| أذربيجان   | 38%  | 37%  |
| قرغيزستان  | 67%  | 72%  |
| مولدوفا    | 65%  | 54%  |
| طاجيكستان  | 76%  | 75%  |
| أوزبكستان  | 67%  | 77%  |
| جورجيا     | 30%  | 59%  |
| تركمانستان | —    | 50%  |
| أوكرانيا   | 57%  | 50%  |

روسيا، بيلاروسيا، كازاخستان، أرمينيا، قيرغيزستان هم الأعضاء الحاليون في الاتحاد الجمركي. جورجيا هي دولة غير عضو لكنها شاركت في الاستطلاع. تركمانستان انسحبت من الاستطلاع في 2012، لكنها شاركت في 2013. أرمنيا قررت الانضحام إلى الاتحاد الجمركي الأوراسي في ديسمبر 2013.

## وصلات خارجية
- الموقع الرسمي
 (بالروسية)